# Pucobié-gavião
Os Pucobié-gavião, também conhecidos como "Pykopcatejê", "Pukobiê" e "Gavião do Maranhão" são um povo indígena do grupo dos timbiras. Seu dialeto é o Timbira, da família Jê, os Pucobié se localizam no sudoeste do estado do Maranhão. 

## Denominação
Os Pukobyê utilizam a autodenominação Pykopcatejê quando fazem referência a si mesmos.
Os demais povos Timbira os chamam também de Pukobyê. Os seus vizinhos Krikati se referem a eles como Iromcatejê, que significa “os da mata”, indicando o meio ambiente dominado pelos Gaviões, termo mais utilizado pela população regional.
Os Pukobyê fazem parte do tronco linguístico macro-jê e do grupo dos timbiras. 
Os timbiras, por sua vez, se dividem entre os ocidentais na margem esquerda do rio Tocantins (Apinajé, no Tocantins) e orientais na margem direita do rio Tocantins (Gavião Parakateyê no Pará; Gavião Pukobyê, Krikati, Canela, Krenyê, Krepumkateyê, no Maranhão; Krahô, no Tocantins).

## Língua
O dialeto pukobyê faz parte do conjunto de dialetos da língua timbira, da família Jê, no tronco Macro-Jê.

## História
O etnólogo Nimuendaju menciona que os Pukopyê como um dos povos timbiras que viviam até além do alto rio Grajaú e na margem esquerda do Rio Santana a sua margem esquerda em cerca de cinco aldeias por volta de 1819.
A expansão da pecuária na região, entre o final do século XVIII até meados do século XIX, é marcada por grandes conflitos com os indígenas da região, sendo os Pukobyê mencionados como os mais aguerridos dos grupos Timbira, impedindo a ocupação da região pelos criadores de gado.
Após muitas lutas, por volta de 1850, os Pykopjê foram enfim dominados. A região foi definitivamente ocupada com a fundação da cidade de Imperatriz em 1852.
Nimuendaju relata que os Gavião do Pará (ou Paracatejê, Gaviões do Oeste) faziam parte do grupo Pykopjê (ou Gaviões do Leste) e se constituíram como um grupo autônomo em razão de discordância do processo de paz com os colonizadores, separando-se em dois grupos.
A partir da década de 1950, com o início das obras de construção da rodovia Belém-Brasília, ocorre uma valorização das terras da região e uma nova onda de ocupação por uma frente agrícola por fazendeiros de outros estados, o que provocou tensões e conflitos com pequenos lavradores regionais e indígenas.
Em 1976, há um ataque de um fazendeiro contra a aldeia Rubiácea, incendiando todas as casas, levando os moradores a abandoná-la e a buscar refúgio na aldeia Governador.
Após esse episódio, a FUNAI iniciou o processo de demarcação da Terra Indígena Governador, cujos limites foram definidos em 1977 e a área homologada em 1982.

## Mitologia e cultura
Para os Pykopjê, como para os demais povos Timbira, o tempo é visto como uma sequência de verão ("amcró") e inverno ("ta’ti"), ou seja, da estação da seca (que compreende os meses de abril até setembro, aproximadamente) e da estação das chuvas (de outubro a março, aproximadamente). Estas duas estações regulam os dois períodos cerimoniais da vida social e o conjunto das atividades produtivas.
As festas ("amji kin"", que significa "alegrar-se") Pykopjê são relativas ao ciclo anual (festa do milho ou Cyjxut, da batata-doce, da mudança da estação do ano), à iniciação dos jovens, à regulamentação das relações de parentesco e interpessoais (como a festa do peixe, do papa-mel, das máscaras), as festas relativas à assunção ou à entrega da dignidade de "vyty" (menino ou menina ritualmente associado aos indivíduos do sexo oposto da aldeia) ou ainda as festas e pequenas cerimônias relativas ao ciclo vital de um indivíduo (como o fim de resguardo do casal pelo nascimento de filhos e ritos de reintrodução de alguém que ficou afastado por muito tempo do convívio na aldeia, por doença ou luto).
Há também a Cohcuj, festa onde grupos fazem papel de crianças, onde choram, gritam, pulam e pedem; Pôhyh’pry, uma festa onde acontece o jogo de peteca, que é feita com palha de milho; Ruurut, relacionada com a reclusão de jovens. 
As máscaras elaboradas feitas de palha de buriti são essenciais em vários rituais.

### Criação da humanidade
No começo, Pyhtry (Sol) e Pyht (Lua) viviam sozinhos na terra. Foi plantada uma semente de cabaçada e germinaram duas cabaças. Uma das cabaças cresceu e se tornou moça. Pyhtry a pegou, levou para casa e depois saiu para caçar, para que pudessem se deitar à noite. Ao meio-dia,  Pyht foi até a casa de Pyhtry e viu a linda moça. Atormentou-a até que lhe tirou a virgindade. Pyhtry voltou para casa após caçar um caititu e a moça lhe contou o que houve, mas ele não se zangou. Pyhtry pensou então que deveria fazer uma esposa para Pyht. Assim o fez, mas advertiu Pyht que ele só deveria ter relações sexuais com sua esposa depois de caçar e trazer um pedaço de carne para a moça. Na ausência de Pyht, Pyhtry foi até a moça e lhe tirou a virgindade. 
No dia seguinte, Pyht retornou trazendo jabutis para esposa e ela lhe contou o que houve. Ele ficou com muita raiva e começou a bater nela. A irmã veio em sua defesa, brigaram e arranharam o rosto de Pyht. Pyhtry então apareceu e acabou com a briga. No dia seguinte, fizeram as pazes e ficaram ali morando, até que decidiram fazer suas roças.
Na roça de Pyhtry, não era ele que trabalhava, pois colocava as ferramentas para trabalharem sozinhas. Pyht ouviu o barulho das ferramentas trabalhando e foi espiar. Ao chegar lá, as ferramentas pararam de trabalhar e Pyhtordenou que trabalhassem mais. Como não lhe obedeceram, Pyht pegou o machado e bateu na madeira, porque ele não trabalhava mais. Desde então, as ferramentas passaram a não trabalhar mais sozinhas e por isso as pessoas precisam se esforçar para trabalhar.
Há várias narrativas entre os Pukobyê sobre o Sol e Lua. Em uma delas Pyhtry e Pyht estavam chupando laranja. Pyhtry jogou o bagaço no riacho e ele afundou e subiu de volta. Sol explicou para a Lua que, quando as pessoas morressem, seria assimː afundando e depois voltando para fora. Lua discordou, pegou uma pedra e jogou no riacho. Disse que quando as pessoas morressem, elas simplesmente afundariam.

### Caxiicwyj
No passado, as pessoas tinham de comer cupim, lagarta de pau e pau podre. Um homem ainda não tinha se casado e vivia sozinho no pátio da aldeia, gritando e chamando os companheiros, que não vinham e já tinham se casado. Caxiicwyj, a mulher estrela, teve pena e desceu do céu na forma de um sapo. Ela tentava subir na barriga do homem, que estava deitado no pátio, mas ele a empurrava. Caxiicwyj então resolveu revelar que tinha descido do céu e o tinha escolhido para ser seu marido porque ele vivia sozinho.
Caxiicwyj pediu que o homem construísse um jirau alto e pegasse um mocó para que pudesse se esconder. A irmã do homem sempre ouvia as conversas dois durante à noite e, num dia em que todos tinha saído para uma corrida de toras, contou à sua mãe que estava desconfiada da situação, pois nunca via com quem o irmão estava conversando. A irmã então subiu no jirau e abriu o mocó, descobrindo Caxiicwyj, que era bem branca e colocou o mocó para fora de casa. Quando o homem voltou da corrida de toras, Caxiicwyj estava envergonhada e lhe contou tudo, dizendo que deviam partir para outro lugar.
Quando partiram, ela revelou o que tinha para dizer a ele, mostrando a bacaba, o milho, o arroz, a abóbora, e outros alimentos que o Pukobyê não comiam. Ela preparou os alimentos e deu para o homem comer. Ela disse que o homem deveria reunir seus parentes para derrubar os pés de milho. Ele assim o fez e eles passaram a comer todos os tipos alimentos. Depois Caxiicwyj ensinou como colher e preparar o milho, e mostrou os outros alimentos, pois tinha pena do que eles comiam.

### Vingança contra o gavião
Havia uma gavião gigante (Hýc teh) que atacava as pessoas de uma aldeia. Um dia, um ser celestial chamado Caxýtprep desce a terra e leva os membros da aldeia que estavam cuidando da roça e da caça para morar no céu, pelo sofrimento causado pelo gavião. Dois irmãos e seus avós, que estavam na aldeia, acabaram não sendo levados e ficaram na terra.
Os dois jovens se submetem a um regime recluso no ehjcreere, sob os cuidados do avós, onde crescem rapidamente e ficam fortes, aprimorando suas habilidades. Um dia, avó os libertou do ehjcreere, pintou seus corpos, levou-os para uma corrida de toras e cantaram ao redor da aldeia.
Movidos pelo sentimento de vingança, vão em busca dos animais que matavam seus parentes. Mataram a cobra gigante com várias flechadas e queimam seu corpo; matam o cohtap'teh, que pulava da água para pegar seus parentes e voltara para ela para comê-los. Armaram um plano e vão até o ninho do grande gavião Hýc teh. Ao conseguir matá-lo, tiram suas penas e diversas espécies de pássaros surgem através delas, queimam seu corpo e voltam para aldeia. Depois, tentam matar Cooh cýx, a grande rasga-mortalha, mas o irmão mais novo acaba sendo morto por ela.
Abalado com a morte, o irmão mais velho decide deixar sua família e parte da aldeia. Andou até que encontrou a aldeia de cohpe cup (mosca que senta em coisa podre), onde conhece uma moça que depois se tornaria sua esposa.
Essa narrativa explica a participação dos hycre em um dos ritos de iniciação dos Pukobyê, o wyty.

### Festa Wyty
A Festa Wyty (ou Festa do Gavião) é um ritual de escolha de uma menina que recebe a dignidade de wyty, a qual lhe confere respeito e algumas restrições. A festa marca uma nova fase na vida da menina, que recebe um sobrenome especial.
Além da menina, dois jovens são escolhidos como gavião (hycre) e um menino é escolhido como pintinho (ehntoo). Os meninos ficam reclusos na casa materna da wyty por cerca de cinco meses e aprimoram atividades exclusivas dos homens (caça, pesca, corrida de toras). Penas de gavião são coladas em seus corpos com resina, além de serem pintados com urucum. A menina também é enfeitada com plumas e adereços.
O ritual de Wyty possui uma organização complexa, envolvendo grande distribuição de alimentos, expedições de caça e pesca, danças, disputas, corrida de toras.
No final das festividades, os gaviões e a menina são apresentados à aldeia.

### Corrida de toras
Entre os Pukobiê, a corrida de toras é realizada em diversos rituais, sendo feitas de diversos modelos, como a tora conhecida como Pỳrpej, que é feita da árvore Barriguda.
É realizada uma disputa que consiste em uma corrida entre dois grupos de homens ou mulheres, onde a tora vai sendo revezada entre os participantes.

As toras também personificam os mortos homenageados no ritual que celebra o fim do luto, sendo depositadas no pátio após a corrida.